# Eberhard Ruhmer
Eberhard Ruhmer (né le 26 juin 1917 à Delitzsch et mort en 1996) est un historien de l'art et conservateur allemand.

## Biographie
Le père d'Eberhard Ruhmer, Wilhelm Ruhmer, le pasteur évangélique de la ville de Delitzsch et plus tard d'Halle-sur-Saale, est un homme très instruit qui apprécie l'art. Il a étudié en Suisse, où il a de nombreux amis avec lesquels il entreprend des voyages artistiques annuels, souvent en France et en Italie, jusqu'au déclenchement de la Seconde Guerre mondiale. Le fils aîné de la famille - Helmut Ruhmer - est un peintre talentueux. Il apprend à son jeune frère à peindre dès son plus jeune âge.
Eberhard Ruhmer est très musical. Il joue du clavecin. Il étudie à la Fondation Francke à Halle et y obtient son diplôme d'études secondaires en 1936. En 1937, il entreprend son premier voyage en Italie, au cours duquel il réalise de nombreux croquis, aquarelles et tableaux peints. De 1936 à 1940, il étudie l'histoire de l'art, l'archéologie et la philosophie à Berlin et à Halle. Ses professeurs sont Wilhelm Waetzoldt (de), Wilhelm Pinder, Herbert Koch, Rodenwaldt, Nicolei Hartmann, Ernesto Grassi et P. Altheim. À l'été 1939, il séjourne plusieurs semaines à Paris. Il veut poursuivre ses études à la Sorbonne. Le déclenchement de la Seconde Guerre mondiale empêche cela.
En 1940, il obtient son doctorat de Waetzoldt à Halle sur la théorie de l'art du Leiblkreis. De 1940, il est soldat jusqu'à ce qu'il soit libéré de la captivité soviétique à l'automne 1945. De 1946 à 1948, Ruhmer est assistant au musée Moritzburg à Halle. En 1946, l'historien de l'art, ami de Charles Crodel, est représenté à l'exposition d'art de la province de Saxe à Halle-sur-Saale avec une peinture à l'huile ("Bei Lettin"). En 1949, il s'installe à Berlin-Ouest, où il travaille comme critique d'art pour plusieurs journaux. Cela l'incite à abandonner complètement la peinture.
En 1950, il publie la 1ère édition de sa Stilkunde der deutschen Kunst, en 1958 la 2ème édition, en 1951 un livre pour la jeunesse Hinter dem Atelierfenster, qui paraît également en néerlandais. En 1952, il est boursier pendant un an à l'Institut d'histoire de l'art de Florence pendant un an. Il entreprend de nombreux voyages en Italie, notamment à Bologne et Ferrare de 1953 à 1955 en tant qu'assistant de recherche à la Kunsthalle de Hambourg. De 1955 à 1957, il est à nouveau boursier à Florence, cette fois soutenu par la Fondation allemande pour la recherche. Ruhmer fait des études approfondies de l'art ferrarais et est chargé par le professeur Goldscheider d'écrire une monographie sur le peintre ferrarais Cosimo Tura.
De 1958 à 1968, il est rédacteur en chef des magazines d'art munichois Die Kunst und das schöne Heim et Das Pantheon chez Bruckmann Verlag, où il publie de nombreux articles. En 1967, Ruhmer est nommé aux collections de peintures de l'État de Bavière (de), où il dirige le département pour le XIXe siècle jusqu'à sa retraite en 1982 en tant que conservateur principal.

## Œuvres (sélection)
- Stilkunde der deutschen Kunst, Berlin, Lemmer Verlag, 1. Auflage 1950, 2. Auflage 1958
- Amerikanische Kunst Ullstein-Verlag 1956
- Cosimo Tura 1958 Phaidon, London
- Francesco del Cossa 1959 Bruckmann, München
- Lyonel Feininger 1961 Bruckmann, München
- Lucas Cranach d. Ä. 1963 Phaidon, London, Barcelona, in englisch und spanisch
- Albrecht Altdorfer 1965 Bruckmann, München
- Hanna Nagel 1965 Bruckmann, München
- Marco Zoppo 1966 Neri Pozza, Venedig, italienisch
- Artur Degner 1967 Bruckmann, München
- Der Leibl-Kreis und die reine Malerei 1984 Rosenheimer Verlag